# مطار خليج نيوم
مطار خليج نيوم المعروف باسم مطار نيوم (إياتا: NUM، إيكاو: OENN) هو مطار تجاري يقع في شرما، بمنطقة تبوك، شمال غرب المملكة العربية السعودية، ويبعد عن محافظة ضباء 75 كيلومترا، و48 كيلومترا عن أقرب المطارات إليه مطار شرم الشيخ الدولي، وهو واحد من ضمن أربعة مطارات سيتم إنشائها في مدينة نيوم. استقبل المطار أول رحلة له في يناير 2019م عندما نقلت الخطوط السعودية على متن طائرتين 130 موظفا يعملون في مشروع «نيوم» خلال الزيارة الرسمية الأولى لهم على أرض المشروع، وجرى تشغيله تجاريا في شهر يونيو عام 2019م، وحملت الرحلة التجارية الافتتاحية للمطار من العاصمة الرياض إلى شرما عنوان SV2030 نسبة إلى رؤية السعودية 2030 والتي يعد مشروع نيوم إحدى مبادراتها. يضم المطار مدرج بطول 3757 متر، وباتجاه 151 درجة و 331 من جهة أُخرى.

## الرحلات التجارية
أعلنت نيوم في 23 مايو 2022 شراكتها الإستراتيجية مع الخطوط السعودية لتسيير رحلات دولية منتظمة من مطار خليج نيوم إلى وجهات مختارة، تبدأ نهاية يونيو 2022 برحلات أسبوعية إلى دبي، مع خطط مستقبلية لتسيير رحلات مباشرة إلى لندن. وتعد هذه الخطوة انطلاقة للخدمات التجارية عبر المطار الذي سيتمكن نحو 40% من سكان العالم من الوصول إليه في أقل من 4 ساعات من خلال موقعه الإستراتيجي على مفترق 3 قارات.
| شركـات طيـران         | الوجهات |
| --------------------- | --- |
| طيران أديل            | مطار الملك فهد الدولي |
| فلاي دبي              | مطار دبي الدولي |
| الخطوط الجوية القطرية | مطار حمد الدولي |
| الخطوط السعودية       | مطار دبي الدولي، مطار الملك عبد العزيز الدولي، مطار لندن هيثرو، مطار الملك خالد الدولي، مطار إسطنبول الدولي، مطار الأمير محمد بن عبد العزيز الدولي، مطار الملك فهد الدولي |

## المطارات القريبة
- مطار الأمير سلطان بن عبد العزيز الإقليمي في تبوك بمسافة 150 كيلومتر.
- مطار سانت كاترين الدولي بسيناء في مصر بمسافة 79 كيلومتر.
- مطار الغردقة الدولي بمصر بمسافة 91 كيلومتر.
- مطار الملك حسين الدولي في العقبة بالأردن بمسافة 102 كيلومتر.
- مطار طابا الدولي في مصر بمسافة 103 كيلومتر.
- مطار الوجه المحلي بمنطقة تبوك بمسافة 121 كيلومتر.
- مطار الأمير عبد المجيد بن عبد العزيز في العُلا بمسافة 174 كيلومتر.[13]